# 佩德罗·波马尔
佩德罗·波马尔（葡萄牙語：Pedro Ventura Felipe de Araújo Pomar，1913年9月23日—1976年12月16日），又译阿劳若·波马尔，是巴西共产党创始人之一。

## 生平
1913年9月23日生。1935年加入巴西共产党（后改名为巴西的共产党）。1936年被捕。1940年再次被捕。后当选为联邦众议员。1956年，访问中国。1962年，被巴西的共产党开除，参与组建巴西共产党。1966年，巴西共产党开始在阿拉瓜亚地区组建游击队。1972年访问中国，与周恩来会面。1972年后，巴西军队镇压了阿拉瓜亚的游击队。1976年12月16日，被巴西军队杀害。1977年1月，中共中央致电巴西共中央，对波马尔、阿霍约和德鲁蒙德被巴西当局杀害表示哀悼。

## 家庭
儿子弗拉迪米尔·波马尔1981年访问中国，孙子米尔顿·波马尔1997年访问中国，均表示支持改革开放。